# Shillington (Pensylwania)
Shillington – miasto w hrabstwie Berks w stanie Pensylwania, USA. W 2000 roku miasto liczyło 5059 mieszkańców.
Autor John Updike do 13 roku życia mieszkał w pobliżu tego miasteczka.

## Demografia
Według danych z 2000 roku mieszkało 5059 osób i znajdowało się 2238 gospodarstw domowych.
Skład etniczny:
- Biali 97%,
- Afroamerykanie 0,5%,
- Indianie 0,1%,
- inne 2,4%

Grupy wiekowe:
- 0-18 lat: 21,5%
- 18-24 lat: 6,6%
- 25-44 lat: 29,3%
- od 45 wzwyż: 42,6%